# Wanekreek-Naturschutzgebiet
Das Wanekreek-Naturschutzgebiet liegt in Suriname, im Distrikt Marowijne, ab dem Maroni in östlicher Richtung entlang des Wanebachs.  
Das Reservat wurde 1986 gegründet und umfasst ein Areal von circa 450 km². In diesem Schutzgebiet befinden sich die einzigen in Suriname vorkommenden weiß-feuchten Savannen vom Watamaleo-Typ und nasse Tonböden-Savannen vom Wanekreek-Typ. 